# Alma de l’Aigle

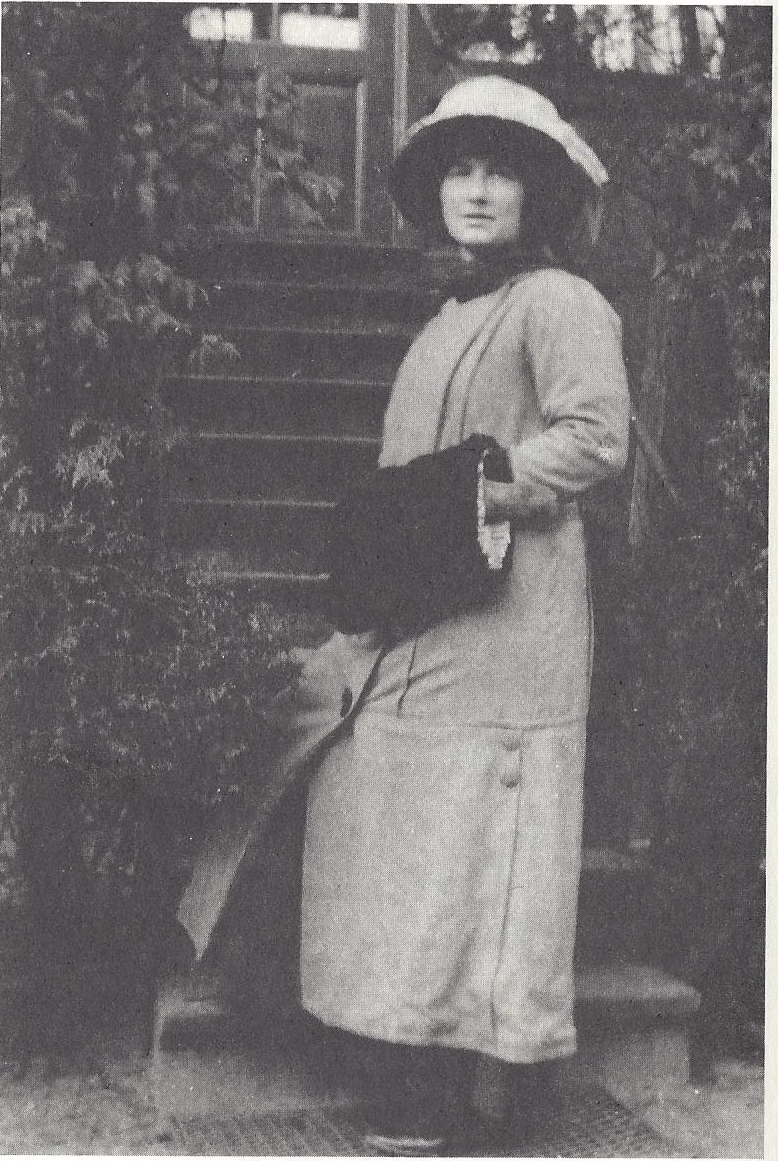
Alma de l’Aigle

Alma de l’Aigle (* 18. Februar 1889 in Hamburg; † 14. März 1959 ebenda) war eine deutsche Pädagogin, Autorin und Rosenkennerin. Sie war Gründungsmitglied des Deutschen Kinderschutzbundes und Mitglied der Bundesprüfstelle für jugendgefährdende Schriften.

## Leben und Beruf
Alma de l’Aigles Vorfahren stammten aus Frankreich und waren als Adelige vor dem Terror der französischen Revolution ins damals dänische Holstein geflohen. Sie war die Tochter des Juristen im Staatsdienst Friedrich Alexander de l’Aigle und dessen Frau Christine, geborene Wolters. Sie hatte zwei jüngere Schwestern: Anita und Claudine de l’Aigle.
Ursprünglich wollte Alma de l’Aigle Malerin werden, absolvierte dann aber aus finanziellen Gründen und auf Wunsch ihres Vaters eine Ausbildung zur Lehrerin. Sie besuchte zunächst das Lehrerinnenseminar der Klosterschule und anschließend die Kunstgewerbeschule Hamburg, an der sie eine Ausbildung zur technischen Lehrerin abschloss. Nach dem Abschluss der Ausbildung arbeitete sie zunächst als private Erzieherin in Hamburg; später unterrichtete sie 13 Jahre lang an der Staatlichen Hilfsschule für Schwachbefähigte. Während des Ersten Weltkriegs richtete sie einen Kriegsmittagstisch ein und vermittelte Hamburger Arbeitslosen Arbeit auf dem Land.
1940 begleitete Alma de l’Aigle Hamburger Kinder im Rahmen der Kinderlandverschickung in das Missionshaus St. Peter der Steyler Missionare in Tirschenreuth. Die Gauleitung ordnete zu Weihnachten eine Weihnachtsfeier an, die eigentlich krippen- und christentumsfrei gestaltet werden sollte. Zusammen mit anderen Lehrerinnen schrieb Alma de l’Aigle den Text für ein Krippenspiel, in dessen Text versteckte regimekritische Aussagen eingearbeitet waren. Im Jahr 1949 veröffentlichte Alma de l’Aigle den Text des Tirschenreuther Krippenspiels, das 1949 in Tirschenreuth noch einmal aufgeführt wurde.
Ihr besonderes pädagogisches Engagement galt zeitlebens der Förderung von Lernbehinderten. Trotz dieser Einstellung konnte sie ihre Unterrichtstätigkeit auch während des Naziregimes zunächst fortsetzen, bis sie 1944 aus dem Schuldienst entlassen und in die Bibliothek des pädagogischen Instituts versetzt wurde.
Nach dem Zweiten Weltkrieg arbeitete sie zunächst wieder als Lehrerin, beantragte aber 1950 die vorzeitige Pensionierung.
Alma de l’Aigle veröffentlichte zahlreiche Kinderbücher und Ratgeber für Eltern zu Erziehungsfragen. Sie gilt als wichtige Vertreterin der deutschen Sonderpädagogik.
Alma de l’Aigle starb im März 1959. Sie wurde auf dem Alten Niendorfer Friedhof beigesetzt.

## Politisches Engagement
Nach dem Ersten Weltkrieg trat Alma de l’Aigle den Jungsozialisten bei. Sie war vorübergehend Mitglied der SPD und nahm am Parteitag 1919 in Weimar teil, für den sie ein Flugblatt mit zehn Vorschlägen für ein Aktionsprogramm der Sozialdemokratie initiierte. Außerdem erarbeitete sie einen Entwurf für eine Bodenreform.
1920 wurde ein Disziplinarverfahren gegen sie geführt, weil sie sich geweigert hatte, einen Eid auf die Reichsverfassung zu leisten.
Ostern 1923 nahm sie am Jungsozialistentag in Hofgeismar teil, auf dem sie einen Vortrag hielt und sich an der Gründung des Hofgeismarer Kreises beteiligte. Auf dem Treffen lernte sie Theodor Haubach kennen, mit dem sie seitdem eine enge Freundschaft verband. Ab 1930 arbeitete sie aktiv in der Redaktion der Neuen Blätter für den Sozialismus – Zeitschrift für geistige und politische Gestaltung mit.
Während des Zweiten Weltkriegs hielt sie weiterhin engen Kontakt zu Haubach, der im Kreisauer Kreis aktiv war. Auch während der Zeit seiner Inhaftierung unterhielt sie bis zu seiner Hinrichtung im Jahr 1945 einen regelmäßigen und intensiven Briefwechsel mit ihm. Seine Briefe veröffentlichte sie nach dem Zweiten Weltkrieg in Buchform.
Nach dem Zweiten Weltkrieg wurde sie von der Hamburgischen Bürgerschaft zum Mitglied der Dienststrafkammer beim Bundesverwaltungsgericht gewählt. Nach 1949 war sie vorübergehend Mitglied der Gesamtdeutschen Volkspartei (GVP) und setzte sich aktiv gegen eine Aufrüstung der Bundesrepublik ein. Für die GVP kandidierte sie bei der Bundestagswahl 1953 erfolglos auf der Hamburger Landesliste.
1953 gehörte Alma de l’Aigle zu den Gründungsmitgliedern des Deutschen Kinderschutzbundes. Sie war Mitglied der Bundesprüfstelle für jugendgefährdende Schriften.
Ihre persönliche Korrespondenz sowie zahlreiche Aufsatz- und Vortragsmanuskripte vermachte sie testamentarisch dem Archiv der sozialen Demokratie der Friedrich-Ebert-Stiftung; der Nachlass wird im Bundesarchiv in Koblenz aufbewahrt.

## Garten Alma de l’Aigle
Alma de l’Aigles Vater Alexander de l’Aigle kaufte 1888 ein ca. 8000 m² großes Grundstück in Hamburg-Eppendorf. Er baute hier ein Wohnhaus und legte einen Garten an. Dieser war in drei Bereiche aufgeteilt: einen Ziergarten mit buchsbaumgefassten Beeten und zahlreichen Rosenstöcken im Bereich des Hauses, einen mittleren Abschnitt mit Gemüsegarten und eine Wiese mit Obstbäumen. Alexander de l’Aigle kultivierte zahlreiche verschiedene Rosen- und alte Obstsorten.
Nach dem Tod ihres Vaters übernahmen die drei Töchter die Pflege des Gartens, wobei sich vor allem Alma um den Garten kümmerte. Ihre Erinnerungen an die Kindheit hat sie 1948 in dem Buch Ein Garten veröffentlicht.
Ihr besonderes Interesse galt den Rosen. Sie pflegte einen engen Austausch mit den Gärtnern und Rosenzüchtern Karl Foerster und Servais Lejeune sowie mit den auf Rosenzüchtung spezialisierten Baumschulen Strobel & Wohlt und Kordes.

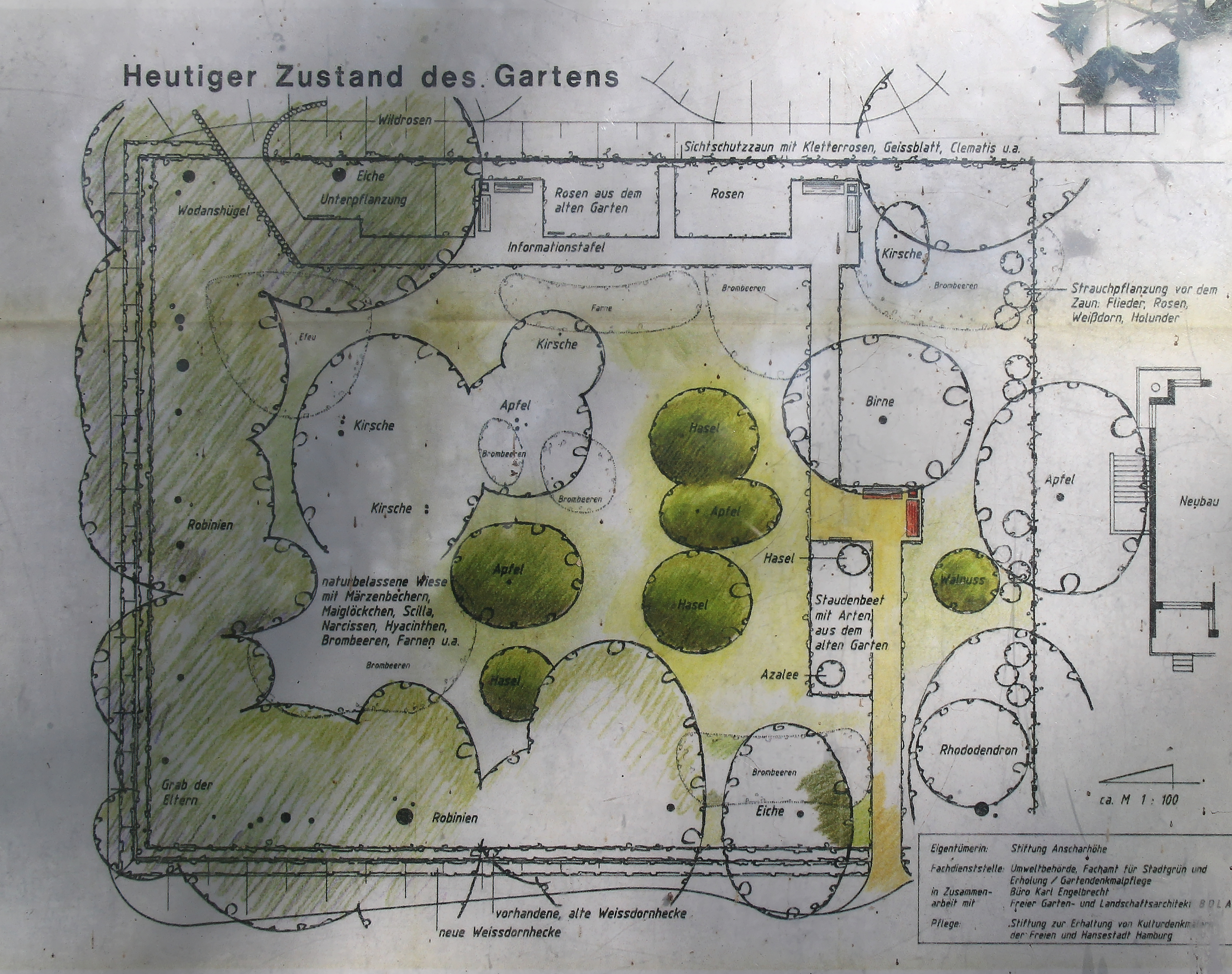
Garten de l’Aigle (2015)

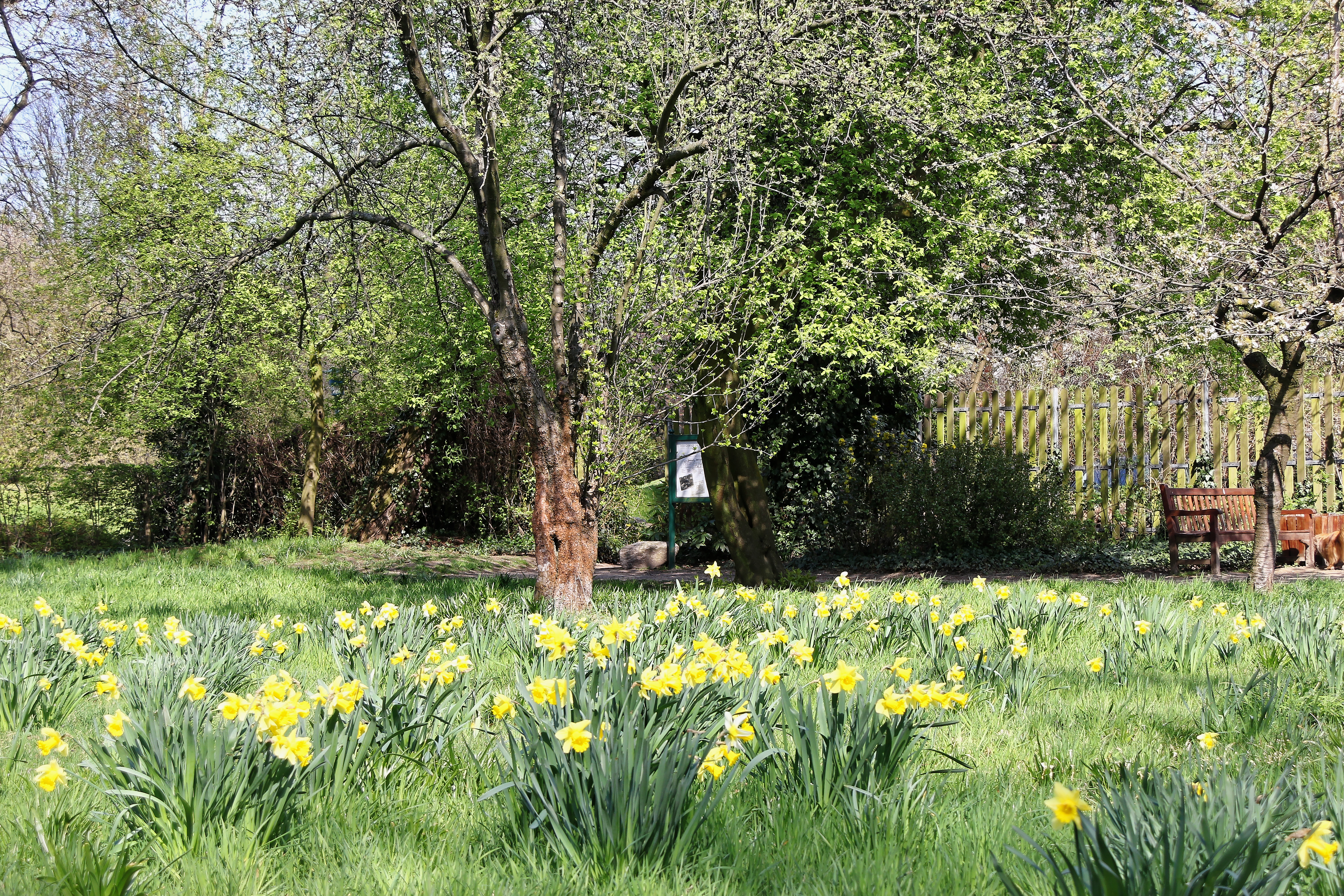
Garten de l’Aigle (2015)

Ihr Wissen über Rosen verarbeitete sie in dem Buch Begegnungen mit Rosen. Neben Rosenzüchtung, Wuchsformen und Sortenwahl beschreibt sie darin 700 Rosenarten und geht in einem eigenen Kapitel auf die Besonderheiten der Rosendüfte ein. Als der Verlag, mit dem sie über die Veröffentlichung ihres Rosenbuches verhandelt hatte, ganze Kapitel, die ihr besonders am Herzen lagen, streichen wollte, publizierte sie das Buch im Jahr 1957 auf eigene Kosten, wofür sie eine Hypothek auf ihr Elternhaus aufnahm und von Freunden einen Kredit erhielt. Nachdem sie sich zunächst selbst um den Vertrieb des Buches gekümmert hatte, übernahm 1958 der Schuler Verlag in Stuttgart die Restauflage. Karl Foerster verfasste für Die Zeit eine Rezension des Buches. Er lobt die Sprache, das Fachwissen und hebt besonders die umfangreiche Schilderung der Rosendüfte hervor. Servais Lejeune bezeichnet das Buch als „das Herz aller Rosenbücher“.
Nach dem Tod der letzten der drei de-l’Aigle-Schwestern verwilderte das Gartenstück, das Wohnhaus wurde später abgerissen. Ein Antrag auf Denkmalschutz bei der Kulturbehörde wurde abgelehnt, und das Grundstück wurde schließlich an ein niederländisches Investmentunternehmen verkauft. Im Jahr 1991 sollte das Grundstück mit Eigentumswohnungen und Tiefgaragen bebaut werden. Aus Protest bildete sich eine Bürgerinitiative, aus der schließlich der Verein Gesellschaft zur Förderung der Gartenkultur e. V. entstand. Diese erreichte, dass ein Drittel der Gartenfläche mit den teilweise noch aus dem Gründungsjahr 1888 stammenden Rosenstöcken und Obstbäumen erhalten werden konnte. Der frei zugängliche Garten Alma de l’Aigle befindet sich als privates Naturdenkmal auf dem Gelände der Stiftung Anscharhöhe und wird von der Stiftung Denkmalpflege Hamburg betreut.

## Ehrungen

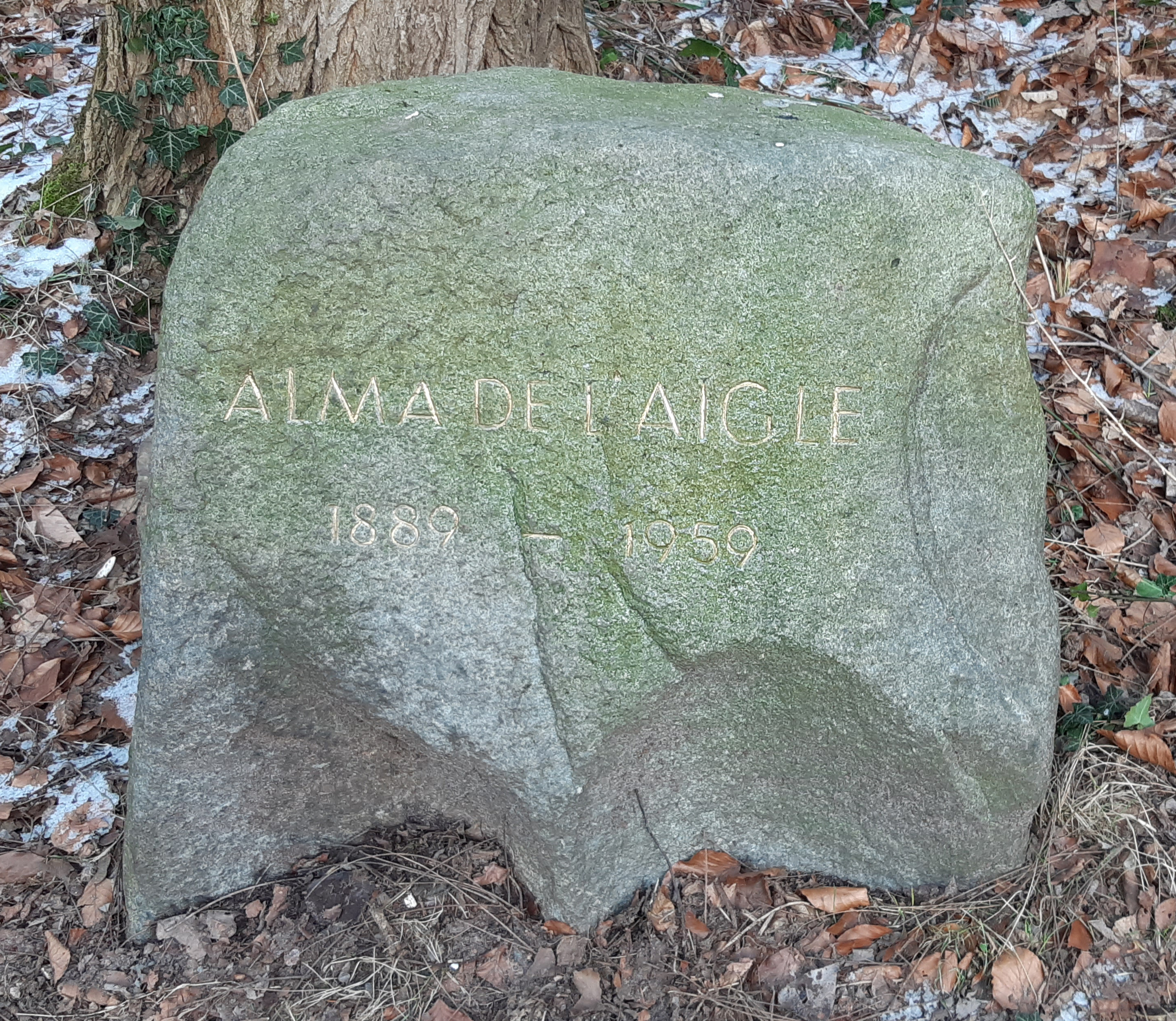
Gedenkstein im Niendorfer Gehege

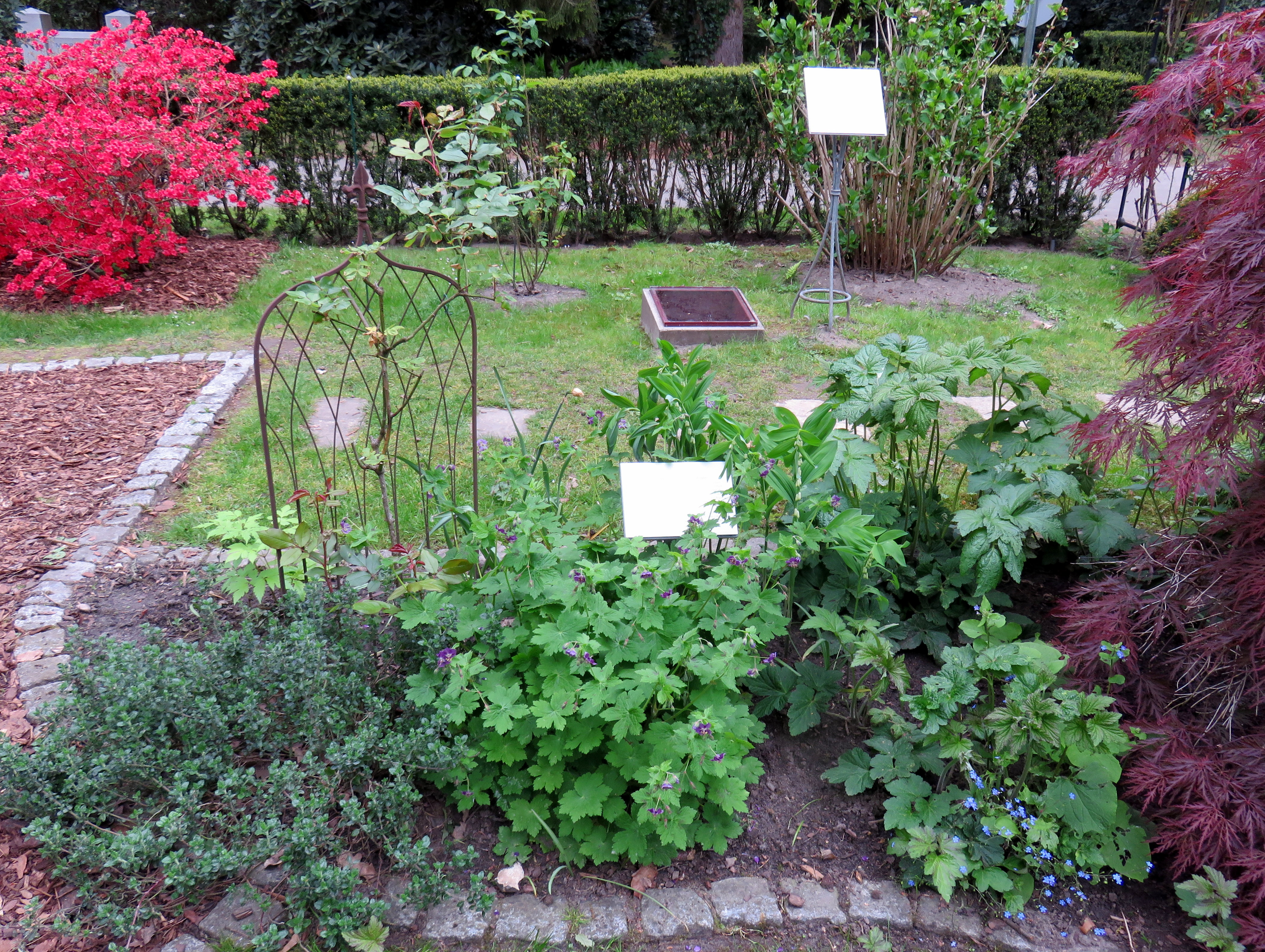
„Andenken“-Rose im Garten der Frauen (2020)

- Im Niendorfer Gehege erinnert ein Gedenkstein an Alma de l’Aigle.[6]
- Eine im Jahr 1955 in der Baumschule Kordes gezüchtete Moschus-Rose mit duftender, rosa Blüte wurde ihr zu Ehren Andenken an Alma de l’Aigle genannt.[19] Die Rose war ursprünglich aus der Selektion des Züchters gefallen, wurde auf Initiative von Alma de l’Aigle 1956 aber dann doch weiter vermehrt und im Herbst 1958 durch die Baumschule Wohlt zunächst unter dem von ihr gewählten Namen Isabelle in den Handel gebracht.[20] Nach Alma de l’Aigles Tod im Jahr 1959 wurde ihr die Rose gewidmet. Ein Exemplar der Rosenpflanze „Andenken an Alma de l’Aigle“ befindet sich im Bereich des Gartens der Frauen auf dem Ohlsdorfer Friedhof.
- Die Stadt Hamburg beabsichtigte im Jahr 2002, der Pädagogin zu Ehren eine Straße in Eppendorf Alma-de-l’Aigle-Weg zu nennen. Nach Protesten der Anwohner wegen der komplizierten Schreibweise des Namens erhielt die Straße jedoch einen anderen Namen.[21][22] Aus dem gleichen Grund wurde zuvor bereits die Eppendorfer Alma de l’Aigle Schule in Ida Ehre Schule umbenannt.
- Seit 2013 verleiht die Gesellschaft zur Förderung der Gartenkultur e. V. den Alma de l’Aigle-Preis für Gartenkultur an Menschen, die sich besonders um die Gartenkultur verdient gemacht haben.[23] Erste Preisträgerin im Jahr 2013 war Ruth Zacharias, die den Preis für den Aufbau des Botanischen Blindengartens in Radeberg erhielt.

## Werke
- Konservativ-revolutionär. In: Jungdeutsche Stimmen. 1918.
- Beschaffenheitsmarken für alle Waren, als Grundlage für die freiwillige Rückkehr zur Qualitätsware. Diederichs, Jena 1920.
- Das sexuelle Problem in der Erziehung. Saal, Lauenburg (Elbe) 1920.
- Häsi und anderes geliebtes Getier. Thienemann, Stuttgart 1930.
- Starentagebuch. Thienemann, Stuttgart 1939.
- mit Theodor Haubach (posthum): Meine Briefe von Theo Haubach. Hoffmann und Campe, 1947.
- Ein Garten. Claassen & Goverts, Hamburg 1948.
  - Erweiterter Neudruck der 1. Auflage 1996 bei Dölling & Galitz, Hamburg, ISBN 3-930802-39-2.
  - in der Reihe Naturkunden, Matthes & Seitz, Berlin 2019, ISBN 978-3-95757-698-9.
  - als Taschenbuch. Matthes & Seitz, Berlin 2024, ISBN 978-3-7518-4514-4.
- Scherben, Silber und Zement. Kindererlebnisse aus unseren Tagen. Brunnen-Verlag, Hamburg-Wohldorf, 1948.
- Das Tirschenreuther Krippenspiel. Bärenreiter-Verlag, Kassel 1948.
- Die ewigen Ordnungen in der Erziehung. Gespräche mit Müttern. Hoffmann & Campe, Hamburg 1948.
  - ab der 2. Auflage als: Eltern-Fibel: die ewigen Ordnungen in der Erziehung. 2., verbesserte Auflage. Hoffmann und Campe, Hamburg 1950.
- mit Helga Prollius: Du und deine Kinder. Mit Zeichnungen von Axel Sander. Rieck, Delmenhorst 1949.
- Ganz kleine Geschichten: Zum Vorlesen – zum Selbstlesen für Knaben und Mädchen von 4–8 Jahren. Mit Zeichnungen von Dorothea Henschel-Kastl. Köhler, Hamburg 1951.
- Alles wird wieder gut. Mit Textzeichnungen von Wolfgang Felten. Herder, Freiburg 1955.
- Begegnung mit Rosen. Hanseatische Druckanstalt, Hamburg 1957.
  - 2. Auflage. Frick, Moos am Bodensee 1977.
  - 1. Auflage. Reprint der Ausgabe von 1958, Dölling und Galitz, Hamburg 2002, ISBN 3-935549-16-4.